# Finale (wedstrijd)
De finale (Latijn: finis = einde) is de laatste van een reeks wedstrijden. Dat kunnen sportwedstrijden zijn maar dat hoeft niet. Het kan  bijvoorbeeld ook een laatste spelronde in een quiz op de televisie zijn. Voorwaarde is wel, dat er aan het begin meer dan twee deelnemers zijn (anders zou er maar één wedstrijd nodig zijn en is er van een reeks dus geen sprake).
De volledige reeks wedstrijden wordt ook wel een kampioenschap of een toernooi genoemd. Elke wedstrijd wordt gehouden tussen twee deelnemers en via een knock-outsysteem wordt steeds bepaald wie van de deelnemers door mag gaan naar de volgende ronde. De laatste wedstrijd heet dan de finale, de winnaar van de finale is de uiteindelijke winnaar van het toernooi en mag zichzelf kampioen noemen.
De wedstrijden vóór de finale worden genoemd naar het aantal wedstrijden op dat niveau en niet naar het aantal overgebleven deelnemers; zo heten de twee wedstrijden direct voor de finales de halve finales, de vier wedstrijden dáárvoor de kwartfinales en de wedstrijden voor de kwartfinales worden soms wel de achtste finales genoemd.
Zie onderstaand schema, in de kwartfinales wint geel van rood en blauw wint van groen, hierdoor strijden geel en blauw (de winnaars van de betreffende kwartfinales) in de halve finale tegen elkaar. 

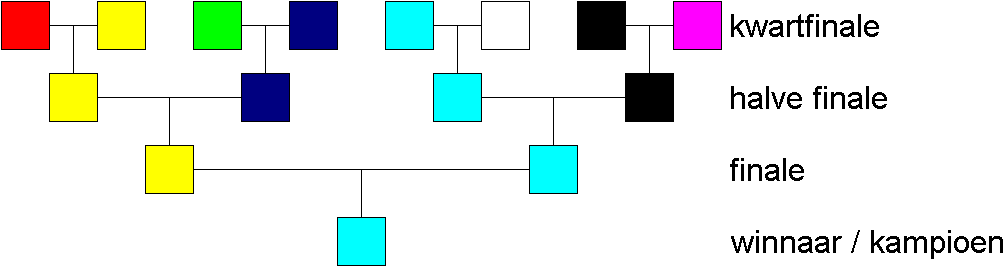
Schematische weergave van een knock-outsysteem met acht deelnemers